# Atletica leggera ai Giochi della XXV Olimpiade - Getto del peso maschile

Video della Finale (tutti i quattro lanci validi di Stulce)

Il getto del peso ha fatto parte del programma maschile di atletica leggera ai Giochi della XXV Olimpiade. La competizione si è svolta il 31 luglio 1992 allo Stadio del Montjuic di Barcellona.

## Presenze ed assenze dei campioni in carica
| Competizione         | Atleta             | Prestazione | Barcellona 1992 |
| -------------------- | ------------------ | ----------- | --------------- |
| Olimpiadi 1988       | Ulf Timmermann     | 22,47 m     | Presente        |
| Goodwill Games 1990  | Randy Barnes       | 21,44 m     | Squalif.        |
| Europei 1990         | Ulf Timmermann     | 21,32 m     | Presente        |
| Asiatici 1990        | Cheng Shaobo       | 18,89 m     | Non qual.       |
| Mondiali 1991        | Werner Günthör     | 21,67 m     | Presente        |
|                      |                    |             |                 |
| Mondiali junior 1988 | Oleksandr Klymenko | 18,92 m     | Presente        |

1. ↑  La sfera pesa 6 kg.

## La gara
Durante la stagione preolimpica l'atleta che ha ottenuto più vittorie è Werner Günthör.
Qualificazioni: dieci atleti ottengono la misura richiesta di 19,80. Ad essi vanno aggiunti i 2 migliori lanci, fino a 19,65 m.
Finale: in finale lo svizzero Günthör non indovina un lancio, rimanendo molto al di sotto delle proprie possibilità, finendo quarto con 20,91. Molto al di sotto del suo standard anche il campione uscente, Ulf Timmermann, che si ferma a 20,49, classificandosi quinto.
La gara è dominata dall'americano Mike Stulce, che si impone fin dal primo turno con 21,49, si migliora al secondo (21,58), poi al quinto (21,70).
Nessuno ha superato i 21 metri oltre al primo classificato. Non si può non notare la differenza rispetto al 1988, quando il terzo lanciò a 21,99.

## Risultati

### Qualificazioni
Accedono alla finale gli atleti che ottengono la misura di 19,80 metri o le prime 12 migliori misure.
| Pos. | Gruppo | Atleta             | Nazionalità                        | 1ª prova | 2ª prova | 3ª prova | Risultato | Note |
| ---- | ------ | ------------------ | ---------------------------------- | -------- | -------- | -------- | --------- | ---- |
| 1    | B      | Jim Doehring       | Stati Uniti                        | 19,77 m  | 20,53 m  |          | 20,53 m   | Q    |
| 2    | A      | Werner Günthör     | Svizzera                           | 20,50 m  |          |          | 20,50 m   | Q    |
| 3    | A      | Luciano Zerbini    | Italia                             | 20,25 m  |          |          | 20,25 m   | Q    |
| 4    | A      | Vjačeslav Lycho    | Squadra Unificata                  | x        | 20,24 m  | 20,24 m  | 20,24 m   | Q    |
| 5    | A      | Dragan Perić       | Partecipanti Olimpici Indipendenti | x        | 18,35 m  | 20,24 m  | 20,24 m   | Q    |
| 6    | A      | Mike Stulce        | Stati Uniti                        | 20,18 m  |          |          | 20,18 m   | Q    |
| 7    | B      | Oleksandr Klymenko | Squadra Unificata                  | 19,33 m  | 20,16 m  |          | 20,16 m   | Q    |
| 8    | B      | Alessandro Andrei  | Italia                             | 19,51 m  | 19,51 m  | 20,14 m  | 20,14 m   | Q    |
| 9    | B      | Ulf Timmermann     | Germania                           | 19,62 m  | 19,73 m  | 19,93 m  | 19,93 m   | Q    |
| 10   | B      | Klaus Bodenmüller  | Austria                            | 19,56 m  | 19,86 m  |          | 19,86 m   | Q    |
| 11   | A      | Ron Backes         | Stati Uniti                        | 19,71 m  | 19,35 m  | x        | 19,71 m   | q    |
| 12   | B      | Sören Tallhem      | Svezia                             | 18,41 m  | 19,18 m  | 19,65 m  | 19,65 m   | q    |
| 13   | A      | Gert Weil          | Cile                               | 18,51 m  | 19,04 m  | 19,41 m  | 19,41 m   |      |
| 14   | B      | Pétur Guðmundsson  | Islanda                            | 18,46 m  | 18,76 m  | 19,15 m  | 19,15 m   |      |
| 15   | A      | Paul Edwards       | Regno Unito                        | 18,57 m  | 19,03 m  | 18,80 m  | 19,03 m   |      |
| 16   | B      | Andrey Nemtchninov | Squadra Unificata                  | 18,91 m  | 18,98 m  | x        | 18,98 m   |      |
| 17   | B      | Gheorghe Gușet     | Romania                            | 18,41 m  | x        | 18,96 m  | 18,96 m   |      |
| 18   | A      | Kent Larsson       | Svezia                             | 18,46 m  | x        | 18,56 m  | 18,56 m   |      |
| 19   | A      | Udo Beyer          | Germania                           | 18,47 m  | x        | x        | 18,47 m   |      |
| 20   | B      | Antero Paljakka    | Finlandia                          | 18,42 m  | x        | x        | 18,42 m   |      |
| 21   | B      | Khaled Al-Khalidi  | Arabia Saudita                     | 17,56 m  | 17,72 m  | 17,50 m  | 17,72 m   |      |
| 22   | A      | Victor Costello    | Irlanda                            | 15,99 m  | 17,15 m  | x        | 17,15 m   |      |
| 23   | B      | Paul Quirke        | Irlanda                            | 16,71 m  | 17,01 m  | 16,99 m  | 17,01 m   |      |
| 24   | B      | Bilal Saad Mubarak | Qatar                              | 16,91 m  | 16,98 m  | x        | 16,98 m   |      |
| 25   | B      | Peter Dajia        | Canada                             | x        | x        | 16,81 m  | 16,81 m   |      |
| 26   | A      | Zlatan Saračević   | Partecipanti Olimpici Indipendenti | x        | 15,12 m  | 16,38 m  | 16,38 m   |      |
| -    | A      | Kalman Konya       | Germania                           | x        | x        | x        | NM        |      |

### Finale
I migliori 8 classificati dopo i primi tre lanci accedono ai tre lanci di finale.
| Pos.    | Atleta             | Paese                              | 1ª prova | 2ª prova | 3ª prova | 4ª prova | 5ª prova | 6ª prova | Misura  | Note |
| ------- | ------------------ | ---------------------------------- | -------- | -------- | -------- | -------- | -------- | -------- | ------- | ---- |
| Oro     | Mike Stulce        | Stati Uniti                        | 21,49 m  | 21,58 m  | x        | 21,11 m  | 21,70 m  | x        | 21,70 m |      |
| Argento | Jim Doehring       | Stati Uniti                        | 19,89 m  | 20,96 m  | x        | 20,17 m  | x        | 20,03 m  | 20,96 m |      |
| Bronzo  | Vjačeslav Lycho    | Squadra Unificata                  | 20,93 m  | 20,94 m  | 20,79 m  | x        | 19,99 m  | -        | 20,94 m |      |
| 4       | Werner Günthör     | Svizzera                           | 19,74 m  | 20,01 m  | 20,27 m  | 20,85 m  | x        | 20,91 m  | 20,91 m |      |
| 5       | Ulf Timmermann     | Germania                           | 20,12 m  | 20,03 m  | 19,82 m  | 20,49 m  | 20,10 m  | 20,38 m  | 20,49 m |      |
| 6       | Klaus Bodenmüller  | Austria                            | 20,13 m  | 20,19 m  | 20,48 m  | 20,39 m  | 19,81 m  | 19,92 m  | 20,48 m |      |
| 7       | Dragan Perić       | Partecipanti Olimpici Indipendenti | x        | 19,90 m  | 19,59 m  | 20,07 m  | x        | 20,32 m  | 20,32 m |      |
| 8       | Oleksandr Klymenko | Squadra Unificata                  | x        | 20,23 m  | x        | x        | x        | 20,14 m  | 20,23 m |      |
| 9       | Luciano Zerbini    | Italia                             | 19,88 m  | 19,75 m  | 19,54 m  |          |          |          | 19,88 m |      |
| 10      | Ron Backes         | Stati Uniti                        | 19,75 m  | x        | x        |          |          |          | 19,75 m |      |
| 11      | Alessandro Andrei  | Italia                             | 19,46 m  | 19,53 m  | 19,62 m  |          |          |          | 19,62 m |      |
| 12      | Sören Tallhem      | Svezia                             | 18,31 m  | 19,32 m  | x        |          |          |          | 19,32 m |      |

Legenda:
- X = Lancio nullo;
- RO = Record olimpico;
- RN = Record nazionale;
- RP = Record personale.